# 사카이 미키
사카이 미키(酒井 美紀, 1978년 2월 21일 ~ )는 일본의 배우이다.

## 출연 작품

### 드라마
- 대하드라마 아오이 도쿠가와 삼대(2000년,NHK) - 토후쿠몬인 마사코 역
- 라이프 (2007년) - 히라오카 마사코 역
- 심리치료중-in the Room- (2013년) - 텐마 카나에 역
- 도시 전설의 여자part2
- 쇼와겐로쿠라쿠고심중 (2018년, NHK 종합 텔레비전) - 오에이 역

### 영화
- 러브 레터 (1995년) - 후지이 이츠키(소녀 시절) 역
- 토미에 re-birth (2001년) - 주연ᆞ토미에 역
- 최종병기 그녀
- 방황하는 칼날
- 아키라와 아키라 - 야마사키 요시코 역